# Musée national de l'enluminure, de la miniature et de la calligraphie d'Alger
Le musée national de l'enluminure, de la miniature et de la calligraphie (MNEMC) est un musée d'Algérie situé dans la basse Casbah d'Alger, où il occupe le Palais Mustapha Pacha datant du XVIIIe siècle.

## Histoire
Le palais a été achevé en 1799 pour Mustapha Pacha, Dey d'Alger de 1798 à 1805. Puis la demeure a abrité la Bibliothèque nationale d'Algérie et le Musée des antiquités sous occupation française de 1863 jusqu'en 1948. De 1949 jusqu'à l'indépendance de l'Algérie, plusieurs personnalités françaises l'ont occupé. En 1963, l'État a récupéré la bâtisse, qui est restée fermée pendant de longues années.

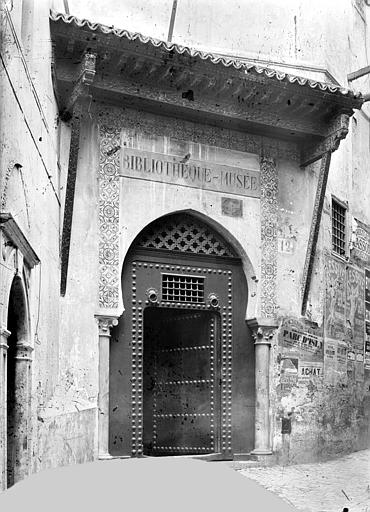
Photo prise en 1905 à l'époque où le musée été Bibliothèque-musée.

En 2007, le palais abrite désormais le Musée national de l'enluminure, de la miniature et de la calligraphie, ce dernier créé par décret exécutif no 07-19 du 16 janvier 2007 (Journal officiel no 5 du 17 janvier 2007), dont ses missions principales sont la récupération, la restauration, la conservation et l'acquisition d'objets et collections dans les domaines de l'enluminure, la miniature et la calligraphie.

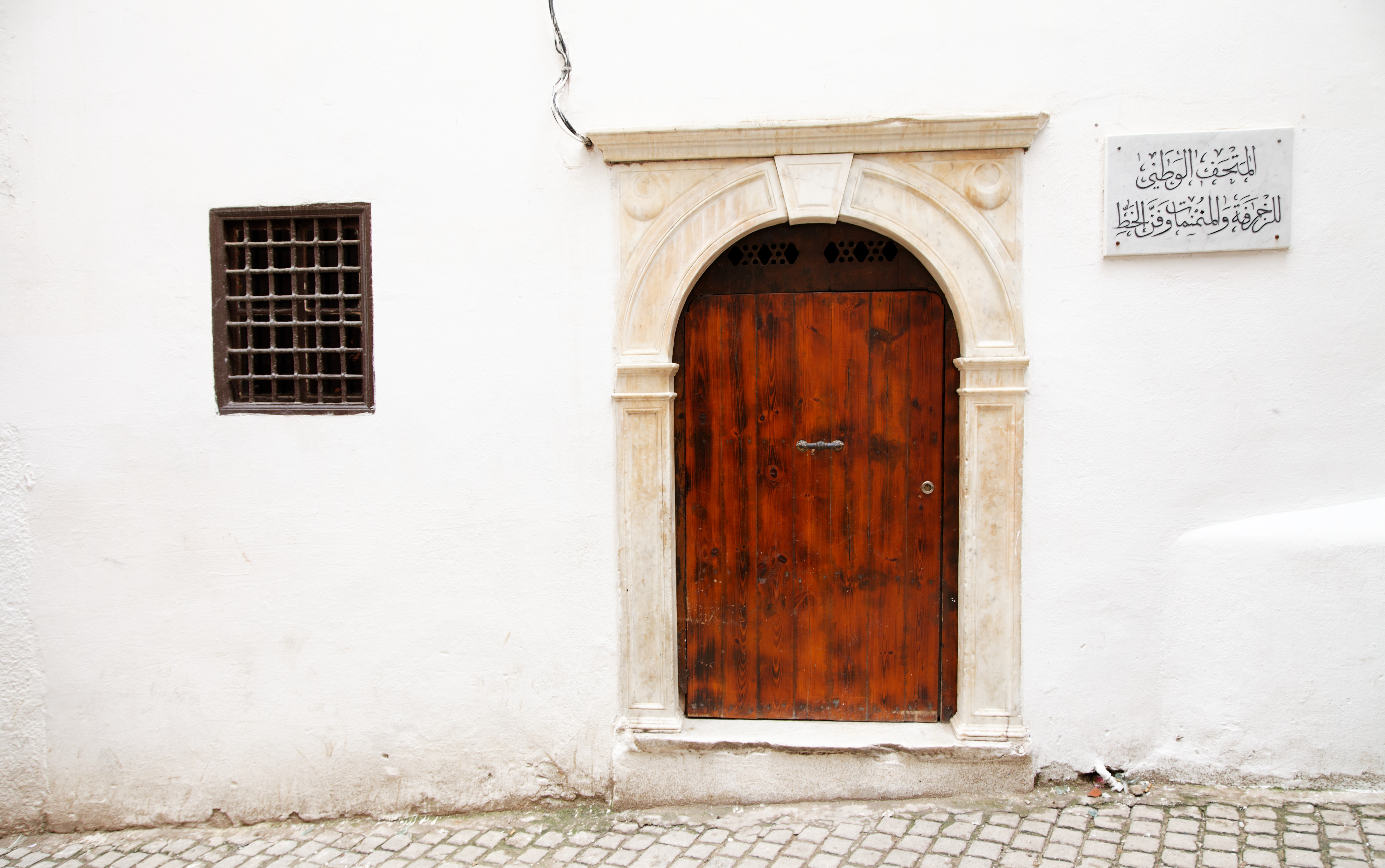
Une des portes du musée.

## Missions

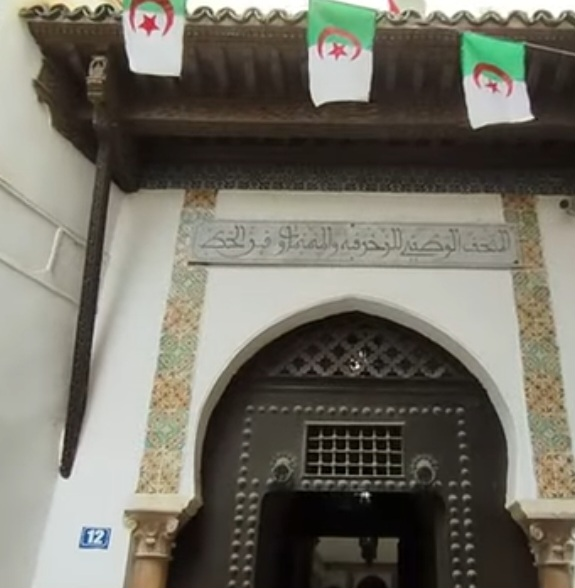
L'entrée principale du musée.

Le musée a pour mission de promouvoir la recherche et la créativité en mettant en place divers programmes et activités visant à approfondir les connaissances des visiteurs en matière d'enluminure, miniature et calligraphie. De même, des programmes éducationnels et des ateliers de travail y sont organisés afin de rehausser la conscience culturelle des jeunes générations. Il offre aux écoliers en particulier et au public en général une variété d’activités autres que les visites traditionnelles,,.
En plus de ses dépôts, une politique d'acquisition est engagée par le musée sous forme d'achats et de donations.

## Collections

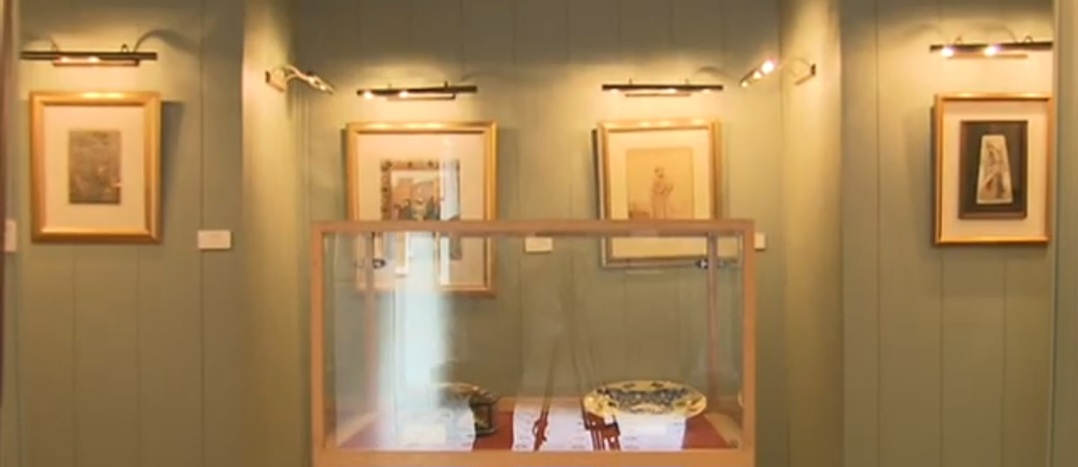
Une des salles d'expositions.

Le musée possède une vaste collection de calligraphies, miniatures et Enluminures, d'artistes algériens. Elle regroupe également des œuvres du monde entier, aussi bien japonaises que du monde musulman. Cette collection offre un voyage dans l’univers de la calligraphie arabe, la miniature et l’enluminure en Algérie et dans le monde, à travers des artistes qui ont marqué  l’histoire de ces arts. On constate l’importance initiale de ces arts dans l’expression visuelle et les liens entre le passé et le présent et entre la tradition et la modernité. Les arts de l'islam prennent une place importante à travers les tableaux et objets exposés dans le musée.
L'histoire de la miniature algérienne débute avec Mohammed Racim, et son frère Omar Racim dont le musée possède un bon nombre de pièces de ces deux artistes. On y trouve aussi, des œuvres de grands artistes dont Mustapha Adjaout, Ali Mechta, Boubekeur Sahraoui, Sid-Ahmed Bentounes, Ahmed Khamari, Tahar Mokhdani, Said Bouarour, Mohamed Temmam,Ismaïl Samsom, Ali Ali-Khodja, Bachir Yellès, Mahieddine Boutaleb, Zakaria Morsli, Ali Kerbouche, Mohamed Kechkoul, Mustapha Ben Debbagh, Abderrahmane Sahouli, M'hammed Hamimouna, Mohamed Ranem et beaucoup d'autres qui ont marqué le domaine de la calligraphie et la miniature. Aussi, on y trouve les œuvres du doyen des calligraphes algériens, qui Mohamed Bensaïd Cherifi. La majorité de ces artistes sont issus de l'École supérieure des beaux-arts d'Alger.
Le musée a reçu en 2012 un don de 75 tableaux de la part d'artistes peintres et calligraphes algériens et étrangers dont des Iraniens et des Turcs. Les tableaux avaient été exposés lors de nombreux festivals culturels internationaux de calligraphie et de miniature organisés à Alger pendant la période allant de 2009 à 2012.

## Expositions
- En 2007, dans le cadre de la manifestation (Alger, capitale de la culture arabe), le musée a organisé une exposition intitulée La Miniature et l'enluminure dans le monde arabo-musulman, réunissant une palette de tableaux de maîtres algériens de l'enluminure et la miniature dont les frères Mohammed Racim et Omar Racim, Mohamed Temmam, Mohamed Kechkoul, Mustapha Ben Debbagh, Abderrahmane Sahouli, M'hammed Hamimouna, Mohamed Ranem et beaucoup d'autres[10].
- En 2009, le musée a organisé en collaboration avec l'Ambassade de Turquie en Algérie, une exposition de deux illustres artistes de Turquie à savoir Münevver Ücer et Sitki Olçar[11].
- En 2009, le musée a organisé deux festivals internationaux, le premier a été dédié à la calligraphie et le deuxième à la miniature et l'enluminure[12],[13].
- En 2010, le musée a abrité une exposition du calligraphe algérien Mahmoud Taleb, qui a développé une approche très contemporaine de la calligraphie arabe aux influences perses[14].
- En 2016, le musée a organisé une exposition en hommage à l'enlumineur algérien Mustapha Ben Debbagh intitulée Le maître et ses disciplines. Des objets d'art et des tableaux de peintures de l'artiste, représentant des arabesques et art décoratif musulman ont été exposés. Cet événement a vu la participation de 18 enlumineurs et calligraphes algériens qui ont contribué à l'enrichissement de cette exposition[15].
- En 2019, le musée a organisé une exposition collective intitulée Le Charme et la gaieté de la miniature algérienne, exposant des œuvres de miniature et d’enluminure d’une vingtaine d’artistes[16].
- En mai 2023, le musée a organisé une exposition intitulée «Khizanates : les réserves des manuscrits». L’exposition en question comprend une collection de manuscrits rares et importants provenant de khizanates (bibliothèques traditionnelles) du Sahara, de la Bibliothèque nationale et du Centre national des manuscrits d’Adrar[17].

## Directeurs successifs du musée
- Mustapha Belkahla (2007-2016)
- Samir Dendane (2016-2020)[18]
- Hadjira Rekab (2020-)[19]

## Galerie

Quelques Œuvres exposées au musée
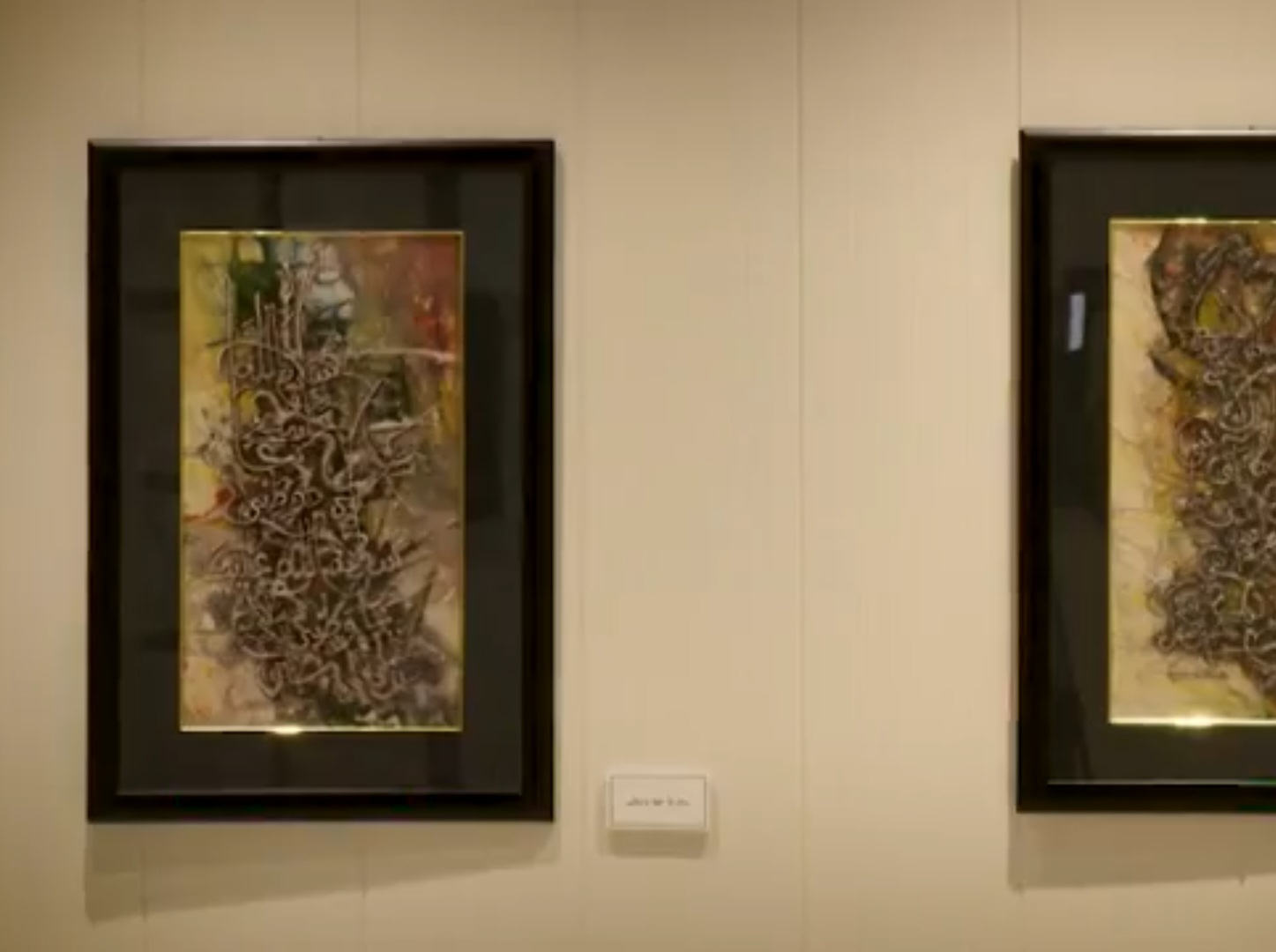
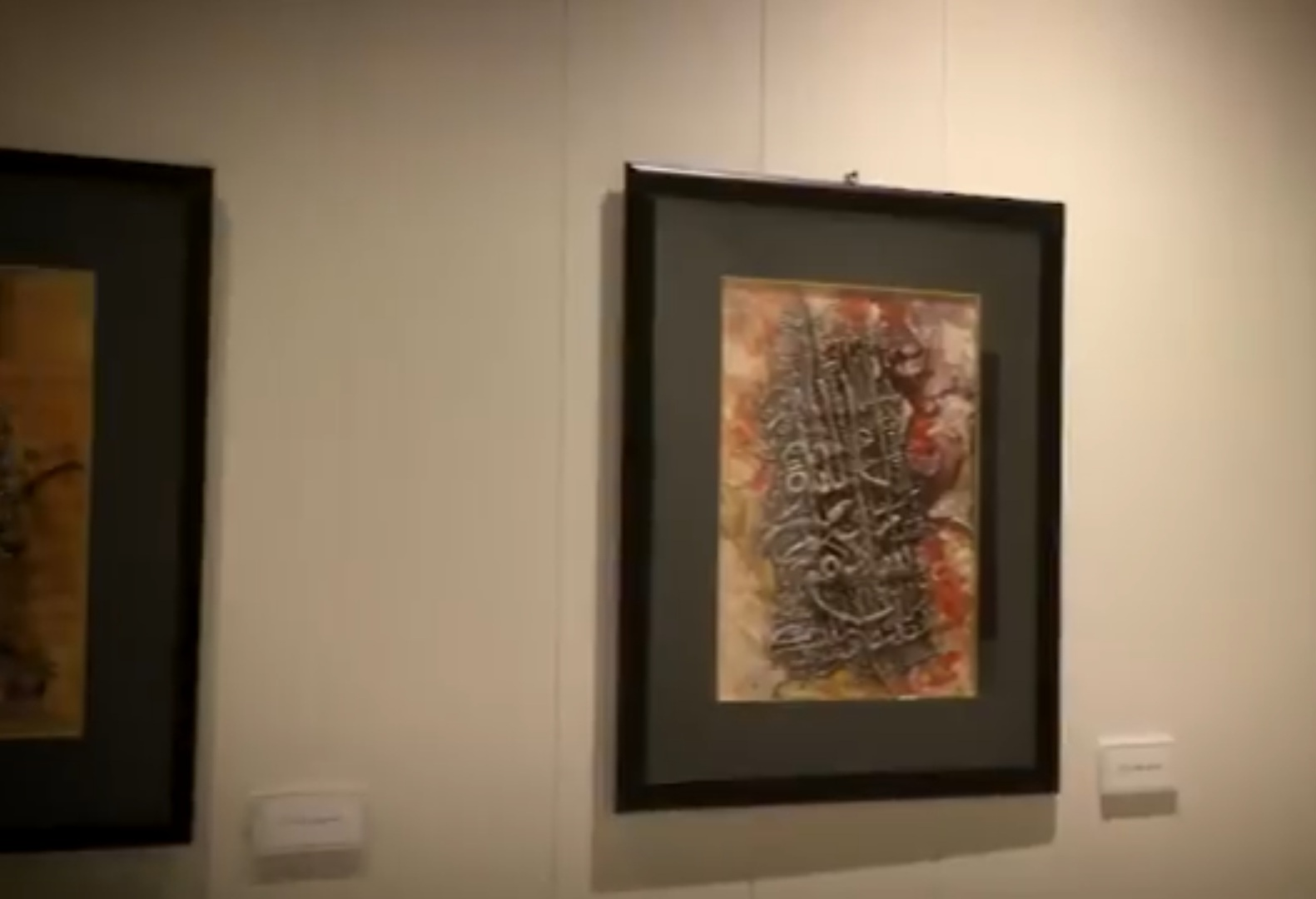
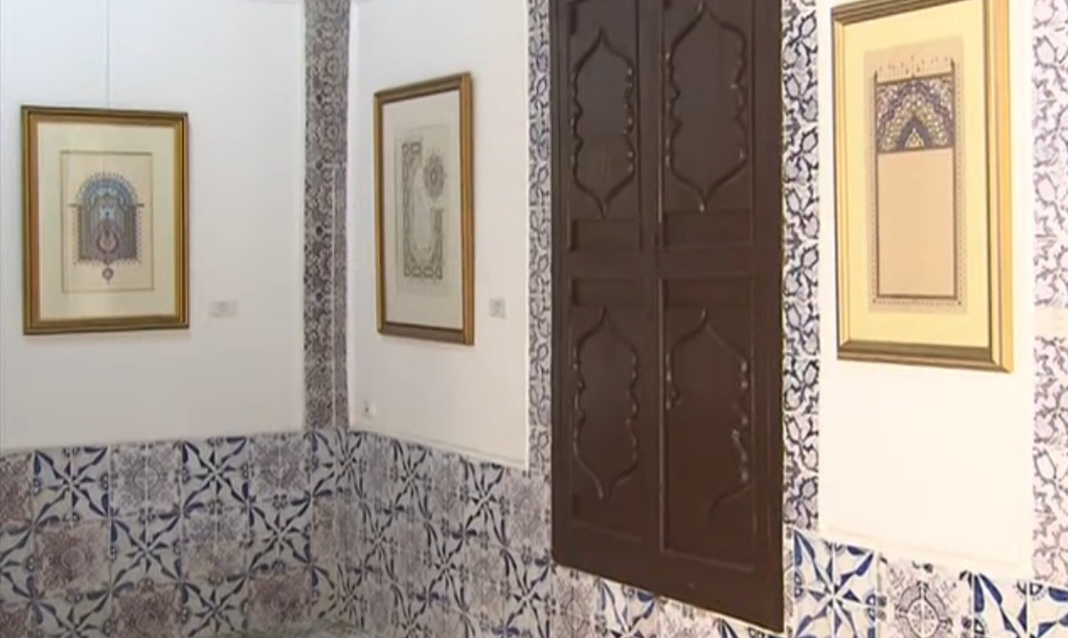
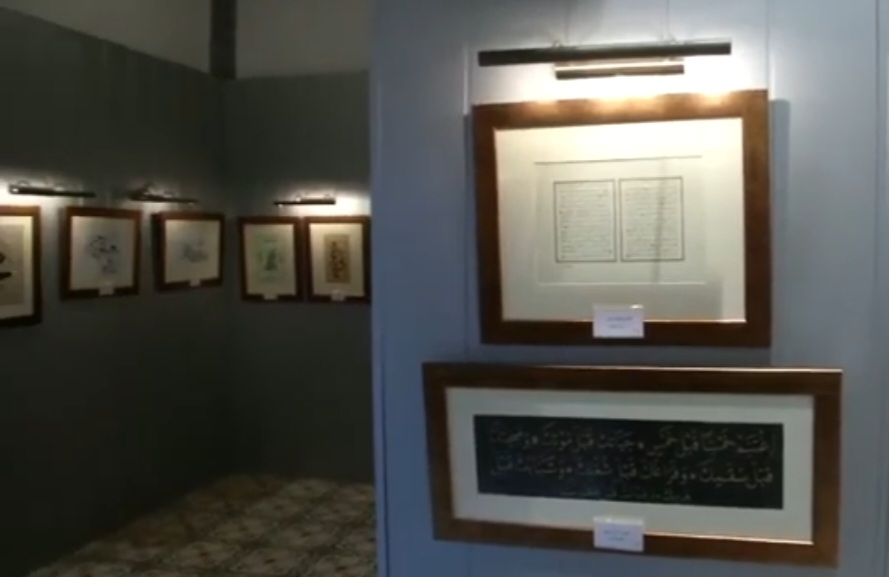
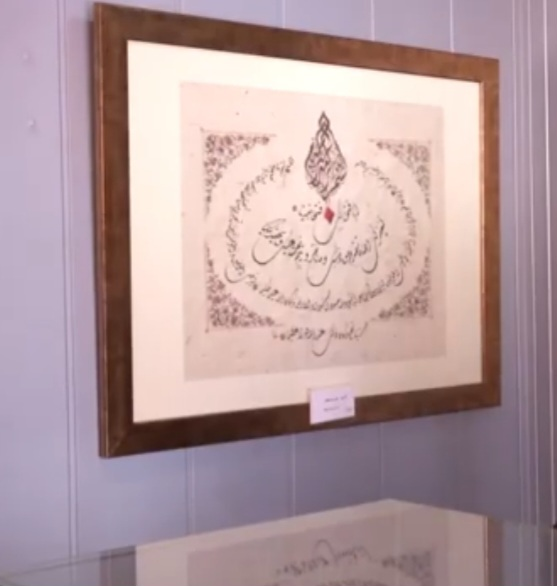
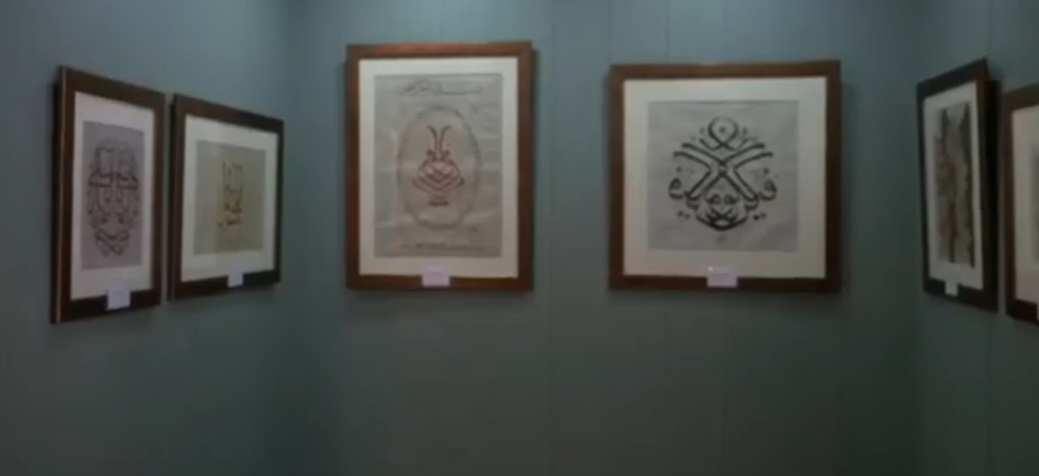
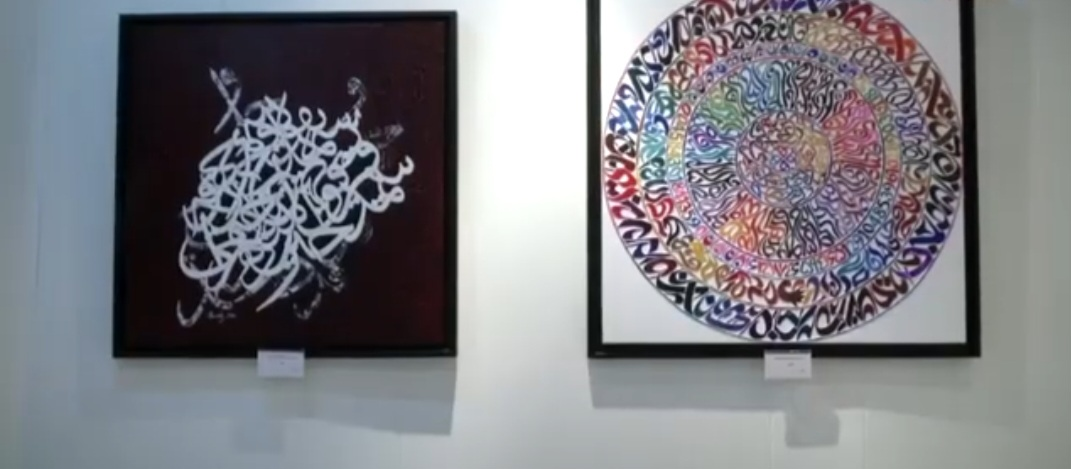
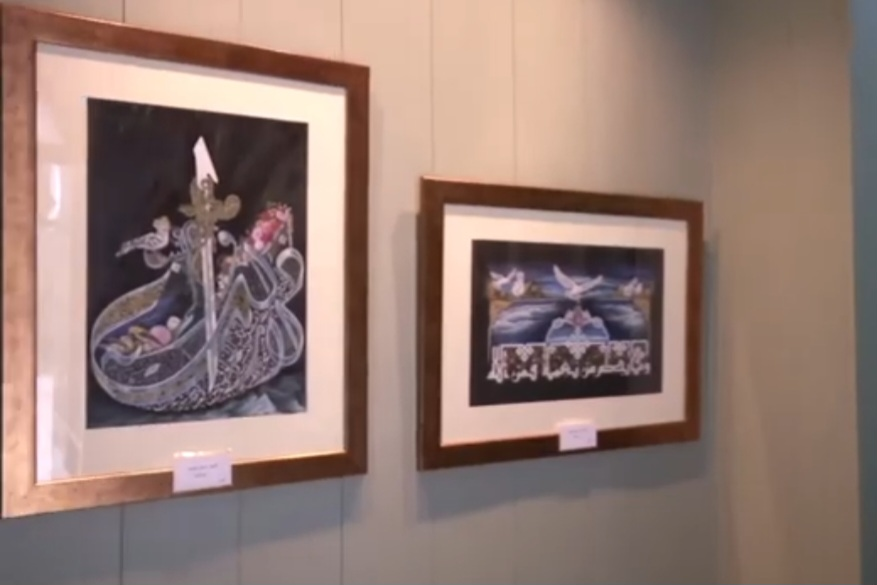
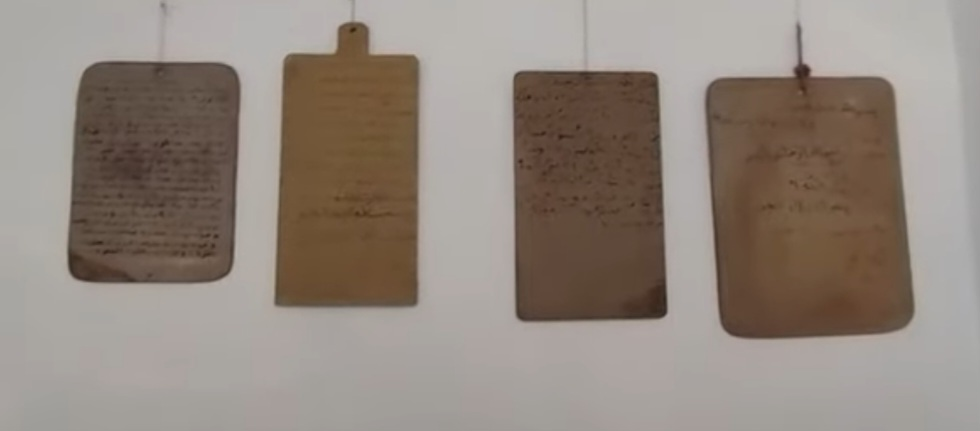
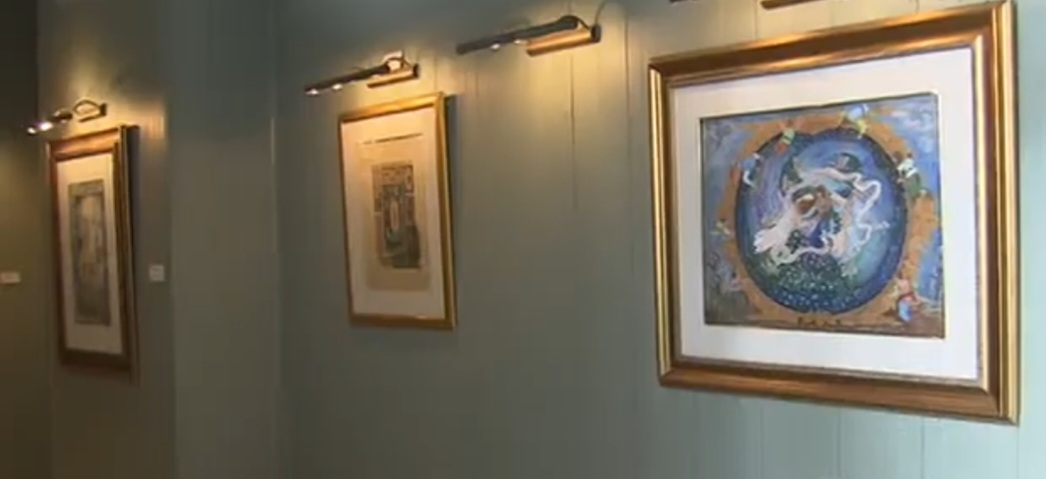
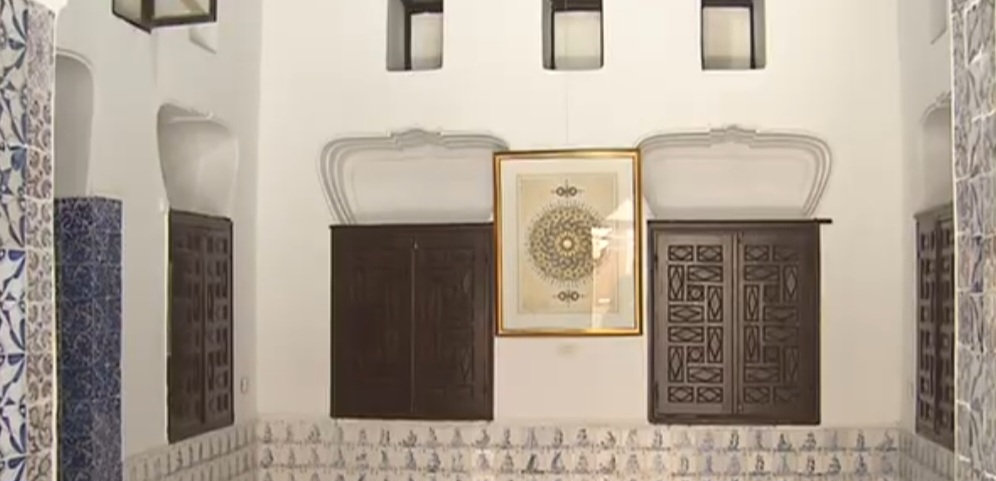
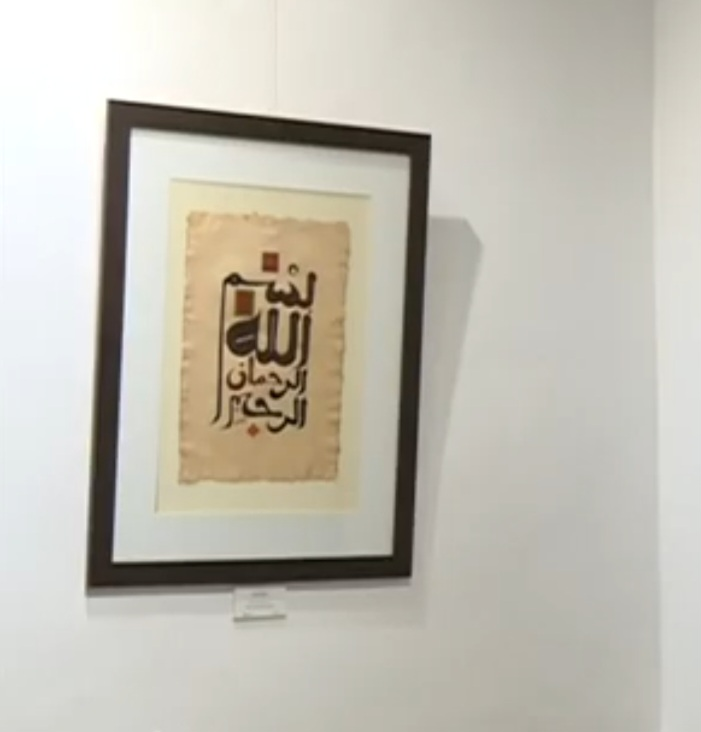
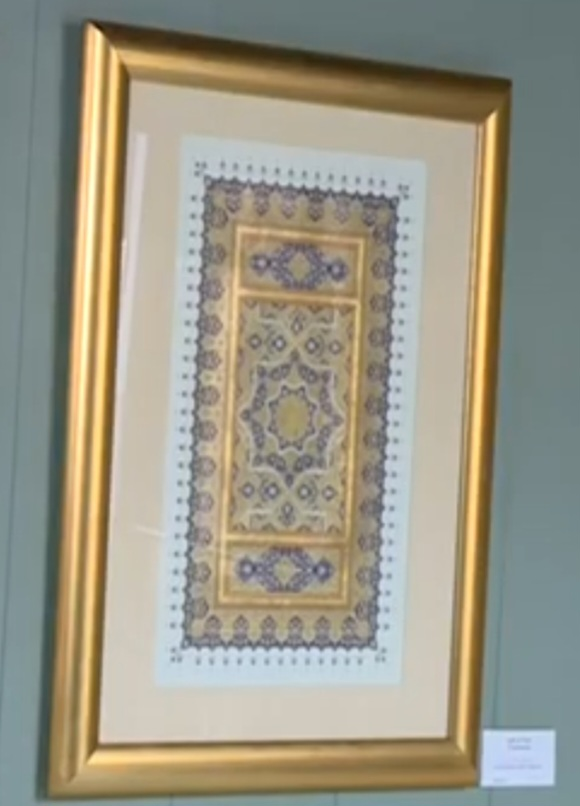